# فسفید آهن
فسفید آهن (به انگلیسی: Iron phosphide) با فرمول شیمیایی Fe۳P یک ترکیب شیمیایی با شناسه پاب‌کم ۷۴۳۴۶۷ است. که جرم مولی آن ۴۵۸٫۳۲ g/mol می‌باشد. 